# Pokrajine Madagaskara
Madagaskar je bio administrativno podjeljen na šest Autonomnih pokrajina (malgaški: Faritani mizakatena):
1. Pokrajina Antananarivo
2. Pokrajina Antsiranana
3. Pokrajina Fianarantsoa
4. Pokrajina Mahajanga
5. Pokrajina Toamasina
6. Pokrajina Toliara

Pokrajine su raspuštene, nakon ustavnog referenduma 2007., a njihovu dotadašnju ulogu trebale su prezeti Regije, ali je ostavljen prijelazni rok do listopada 2009. za prilagođavanje. Međutim se u modificiranom Malagaškom Ustavu iz 2010., ponovno spominju autonomne pokrajine

## Povijest
Podjelu Madagaskara na pet pokrajina, uvela je francuska kolonijalna vlast 1946., šesta pokrajina Diego Suarez (Antsiranana) oformljena je prije izbora 1957. Tu teritorijalnu podjelu Madagaskar je zadržao i nakon stjecanja nezavisnosti 1960.
Novi malgaški Ustav iz 1992., predvidio je decentraliziranu administrativnu podjelu zemlje, bez ulaženja u detalje. Zakonskim aktima iz 1994., definirana je administrativna podjela zemlje u tri nivoa: regije, departmani i općine, pokrajine uopće nisu spomenute.
Nakon što je dotadašnji premjer Didier Ratsiraka, ponovno izabran 1997., on je 1998. izašao s novim prijedlogom ustava, u kojem su spomenute i dotašnje pokrajine, koje su nazvane Autonomne pokrajine.  Autonomne prpokrajine su ozakonjene 2000. s ciljem da doprinesu decentralizaciji zemlje. Kritičari te reforme govorili su da je stvarni cilj, bio osiguranje vlasti  - Didiera Ratsiraka i njegove partije AREMA.
Nakon što je na predsjedničkim izborima 2001., pobijedio oporbeni kandidat Marc Ravalomanana, došlo je do svojevrsnog dvovlašća u zemlji, jer je pet tadašnjih Pokrajinskih guvernera, bilo iz partije AREMA bivšeg predsjednika Didiera Ratsiraka, oni su sebe proglasili potpuno nezavisnim od centralne vlasti.
Kad se novi predsjednik Ravalomanana, učvrstio na vlasti, smjenio je dotadašnje guvernere, i na njihovo mjesto postavio svoje ljude, to je bio formalni kraj Autonomnih pokrajina iako su one nastavile živjeti, jer su bile ustavna kategorija.
Nakon referenduma održanog 4. travnja 2007. usvojen je novi Ustav, u kojem nema više pokrajina, već su regije postale najviši nivo administrativne podjele vlasti.
U doba Druge Malagaške republike (1975. – 1991.), Madagaskar je administrativno bio podjeljen na četiri nivoa vlasti:
1. Pokrajine (malgaški: faritani)
2. Okruge(malgaški: fivondronana ili fivondronampokontani)
3. Kantone (malgaški: firaisana ili firaisampokontani)
4. Sela i mjesne zajednice (malgaški: fokontani ili fokonolona)

Danas postoji pet nivoa administrativne podjele:
1. Autonomne pokrajine (malgaški: faritani mizakatena) (6)
2. Regije (malgaški: faritra) (22)
3. Okruge (malgaški: fivondronana) (116)
4. općine (malgaški: kaominina) (1 548)
5. Sela i mjesne zajednice (malgaški: fokontani) (16 969)